# Cimîhalove, Orjîțea
Cimîhalove (în ucraineană Чмихалове) este un sat în comuna Denîsivka din raionul Orjîțea, regiunea Poltava, Ucraina.

## Demografie
Componența lingvistică a localității Cimîhalove
     Ucraineană (95%)
     Română (4,29%)
     Alte limbi (0,71%)
Conform recensământului din 2001, majoritatea populației localității Cimîhalove era vorbitoare de ucraineană (95%), existând în minoritate și vorbitori de română (4,29%).